# Lechuguillagrot
De Lechuguillagrot is een grot in New Mexico (Verenigde Staten), in het Nationaal park Carlsbad Caverns. Het is de op vier na grootste grot ter wereld met een lengte van 203 km en een diepte van 489 m. De grot is vooral bekend om zijn goede conditie en zijn vele holtes gevuld met bijzondere kristallen. Sommigen kunnen meer dan 5 meter hoog worden.  
De grot is genoemd naar de Agave lechuguilla, een plantje dat vlak bij de ingang van de grot groeit. De grotten zijn alleen toegankelijk voor wetenschappelijk onderzoekers en onderzoeksteams die de grot in kaart brengen, ook doen de wetenschappers onderzoek naar "superbacteriën". Die bacteriën zijn wetenschappers nu aan het onderzoeken zodat ze misschien die antibiotica kunnen inzetten tegen onbehandelbare infecties. 
De Lechuguillagrot stond tot 1986 bekend als klein en onbelangrijk.